# ميهو موراتا
ميهو موراتا (3 سبتمبر 1970 بكورياما في اليابان - ) (بالكانا:むらた みほ) هي لاعبة كرة طائرة يابانية.